# Javnaðarflokkurin
Javnaðarflokkurin [ˈjaunɛaːrˌflɔkːʊrin] ist die sozialdemokratische Partei der Färöer. Das Wahllistenkürzel ist C.

## Name
Der Name der Partei setzt sich zusammen aus javnaður (Gleichheit) und flokkur (Partei). Javnaðarflokkurin ist der färöische Name für jede sozialdemokratische Partei, so heißt zum Beispiel die SPD auf Färöisch Tyski Javnaðarflokkurin.

## Geschichte
Der Vorläufer des Javnaðarflokkurin wurde am 25. September 1925 als Suðurstreymoyar Javnaðarfelag (Sozialdemokratischer Verein von Süd-Streymoy) gegründet und ging im Wesentlichen aus dem Sozialistischen Jugendverband und dem Tórshavner Arbeiterverein (färöisch  Havnar Arbeiðsmannafelag) hervor, in dessen Geschäftsstelle auf der Halbinsel Tinganes M.S. Viðstein an jenem Tag zum ersten Vorsitzenden gewählt wurde.
Einige Monate später wurde in Tvøroyri analog der Froðbiar Sóknar Javnaðarfelag für die Südinsel Suðuroy gegründet. Einer seiner Wortführer war der spätere langjährige Parteivorsitzende und Ministerpräsident der Färöer Petur Mohr Dam.
Beide Vereine vereinigten sich 1926 zur Føroya Javnaðarflokkur (Sozialdemokratische Partei der Färöer). Ihre Programmatik war stark an der reformorientierten Sozialdemokratie Nordeuropas ausgerichtet, hinzu kamen elf Färöer-spezifische Forderungen.
Am 23. Januar 1928 traten die Sozialdemokraten erstmals zu den Løgtingswahlen an und erreichten mit 671 Stimmen landesweit 10,6 Prozentpunkte und damit zwei Løgtingssitze. Die ersten beiden Abgeordneten waren Viðstein und Petur Mohr Dam. Acht Jahre später, bei den Wahlen 1936, konnte die Løgtings-Sitze auf sechs verdreifacht werden, wovon die Hälfte von Suðuroy kam. In diesem Zeitraum kam es zur ideologischen Auseinandersetzung zwischen Viðstein, der sich an der 3. Internationale orientierte und Dam, der zur reformorientierten Sozialdemokratie skandinavischer Prägung neigte.
Im selben Jahr verließ Viðstein die Partei und zog sich ganz aus der Politik zurück. Petur Mohr Dam übernahm den Parteivorsitz, den er bis zu seinem Tode am 8. November 1968 innehatte.
An der Ausarbeitung des färöischen Autonomiegesetzes von 1948 hatte die Javnaðarflokkur maßgeblichen Anteil und war auch an der ersten Landesregierung der Färöer bis 1950 beteiligt. Nach acht Jahren Opposition gelang der Javnaðarflokkur 1958 ein Wahlsieg. Sie wurde stärkste Partei, erhielt acht Løgtingssitze und stellte mit Petur Mohr Dam für den nächsten fünf Jahren den Løgmaður. Danach waren die Sozialdemokraten an den meisten Regierungen beteiligt, zuletzt von 1996 bis 2011.
Im allgemeinen Sprachgebrauch wurde die Føroya Javnaðarflokkur bereits seit langem nur kurz Javnaðarflokkurin genannt. 2010 nahm die Partei auch offiziell diesen Namen an.

## Parteivorsitzende
- Maurentius S. Viðstein (1926–1936)
- Petur Mohr Dam (1936–1968)
- Einar Waag (1968–1969)
- Jákup Frederik Øregaard (1969–1972)
- Atli P. Dam (1972–1993)
- Marita Petersen (1993–1996)
- Jóannes Eidesgaard (1996–2011)
- Aksel V. Johannesen (2011–)

## Ministerpräsidenten
Seit der Autonomie der Färöer 1948 waren fünf Sozialdemokraten Ministerpräsident:
- Petur Mohr Dam (1958–1962, 1967–1968)
- Atli P. Dam (1970–1981, 1985–1989, 1991–1993)
- Marita Petersen (1993–1994)
- Jóannes Eidesgaard (2004–2008)
- Aksel V. Johannesen (2015–)

## Abgeordnete

### 2011–2015
Bei der Løgtingswahl Ende Oktober 2011 erhielt Javnaðarflokkurin insgesamt 5.417 Wählerstimmen, was einem Stimmanteil von 17,7 Prozent entspricht. Die Sozialdemokraten erhielten sechs der insgesamt 33 Abgeordnetensitze im Løgting.
- Gerhard Lognberg (bis November 2013)
- Eyðgunn Jana Samuelsen
- Aksel V. Johannesen
- Kristin Michelsen
- Rigmor Dam
- Henrik Old

Bei der Folketingswahl 2011 eroberte die Partei einen Sitz im dänischen Parlament Folketing. Gewählt wurde jedoch nicht der offizielle Spitzenkandidat Aksel V. Johannesen, sondern der Journalist und Schauspieler Sjúrður Skaale. Er war erst im Wahljahr 2011 von der Tjóðveldi zu den Sozialdemokraten übergetreten. Zuvor war er von Februar 2007 bis September 2008 Nachrücker im Folketing für Høgni Hoydal gewesen. Hoydal erzielte 2011 zwar das beste persönliche Wahlergebnis, seine Partei musste sich aber den Sozialdemokraten knapp geschlagen geben.
Anfang November 2013 wurde Gerhard Lognberg aus dem Javnaðarflokkurin ausgeschlossen. Kristin Michelsen erklärte daraufhin, dass viele Wähler ihm gegenüber ihre Unzufriedenheit mit dem Rauswurf zum Ausdruck gebracht hätten und dass er selber mit dem Gedanken spiele aus der Partei auszutreten. Er blieb dann jedoch Mitglied. Für den Rest der Legislaturperiode setzte sich die Fraktion aus nur noch fünf Abgeordneten zusammen.

### 2015 -
Bei der Løgtingswahl Anfang September 2015 konnte Javnaðarflokkurin die Rekordanzahl von 8.074 Wählerstimmen einfahren, was einem Stimmenanteil von 25,1 Prozent entspricht. Die Sozialdemokraten konnten acht der insgesamt 33 Abgeordnetensitze im Løgting einnehmen. Folgende Kandidaten errangen einen Sitz (aufgelistet nach persönlichen Stimmen): 
- Aksel V. Johannesen
- Sonja Jógvansdóttir (seit dem 15. September 2015 unabhängige Abgeordnete)
- Eyðgunn Samuelsen
- Rigmor Dam
- Heðin Mortensen
- Henrik Old
- Kristin Michelsen
- Bjarni Hammer

Da Aksel V. Johannesen, Eyðgunn Samuelsen, Rigmor Dam und Henrik Old der neuen Landesregierung angehören und deshalb im Løgting nicht stimmberechtigt sind, wurden bei der Eröffnungssitzung des Løgtings am 15. September vier Nachrücker von der Partei benannt, die die freigewordenen vier Abgeordnetensitze einnehmen:
- Helena Dam á Neystabø
- Jónleif Johannesen
- Kristianna W. Poulsen
- Djóni Nolsøe Joensen

Am späten Abend des 15. September 2015, dem ersten Arbeitstag der neuen Koalitionsregierung, erklärte Sonja Jógvansdóttir der Parteiführung gegenüber ihren Parteiaustritt und damit auch ihr Ausscheiden aus der Parlamentsfraktion. Sie beabsichtige jedoch als unabhängige Abgeordnete weiterhin die Koalitionsregierung zu unterstützen. Als Begründung für ihren Austritt nannte sie ihre Unzufriedenheit darüber, dass die Gesetzesänderung zur bürgerlichen Eheschließung von Gleichgeschlechtlichen nicht ausdrücklich im Koalitionsvertrag erwähnt worden sei und dass es innerhalb der sozialdemokratischen Fraktion einer lautstarken Minderheit gelungen sei, diese Gesetzesänderung von der Tagesordnung zu verdrängen. Da sie ihr ganzes politisches Leben auf diese Gesetzesänderung hingearbeitet habe, könne sie deshalb nicht weiter Mitglied dieser Partei sein.
Aksel V. Johannesen, Parteivorsitzender und Ministerpräsident, äußerte sein Bedauern über den Schritt von Sonja Jógvansdóttir, wies jedoch darauf hin, dass sich an der Koalitionsstärke von 17 Abgeordneten nichts ändern werde, da Sonja zugesagt habe, dass sie als unabhängige Abgeordnete weiterhin die Koalition unterstützen werde.

## Sonstiges
Der Javnadarflokkurin ist Mitglied der SAMAK, dem Kooperationskomitee der Nordischen Sozialdemokratischen Arbeiterbewegung. Der sozialdemokratische Jugendverband ist der 1965 gegründete Sosialistiskt Ungmannafelag (SU).
Sosialurin, eine der beiden großen Tageszeitungen der Färöer, wurde 1927 als Føroya Social Demokrat gegründet und bildete bis zu ihrem Verkauf 2006 die Parteizeitung von Javnadarflokkurin. Seitdem gehört sie zur in öffentlichem Besitz befindlichen färöischen Telefongesellschaft Føroya Tele.